# Kerk bij het bastion van Władysław IV
De Kerk bij het bastion van Władysław IV (Pools: Kościół przy bastionie Władysława IV) was een preromaanse en later romaansekerk op de Wawelheuvel in Krakau.

## Geschiedenis
De preromaanse kerk is vermoedelijk aan het begin van de 11e eeuw gesticht, maar archeologische vondsten sluiten het einde van de 10e eeuw ook niet uit. De theorie is dat deze kerk dienst deed als baptisterium naast de eerste Wawelkathedraal. De oorspronkelijke kerk is in de 12e eeuw vervangen door een rechthoekige romaanse kapel, die aan het einde van de 13e eeuw is gesloopt. De restanten van de kerk zijn in 1916 bij de noordelijke muur van de Wawelkathedraal ontdekt, die vervolgens in de periode 1981-1982 door archeologen onderzocht zijn.
Het is niet bekend aan welke heilige deze kerk is gewijd en is daarom naar het nabijgelegen bastion van Władysław IV vernoemd.

## Architectuur
De kerk was een rotonde, gebaseerd op soortgelijke bouwwerken uit het Middellandse Zeegebied, met ten minste één apsis. Ook zijn er restanten aangetroffen die duiden op een vroegchristelijke doopvont zonder voetstuk.